# Мишо Хаджийски
Мишо (Михаил) Панталеев Хаджийски е български писател, публицист и общественик от Таврия, Украйна.

## Биография
Роден е през 1916 година в едно от селата на таврийските българи – Инзовка (Орманджи), Ногайски (дн. Приморски) район, Украйна. През 1917 г. баща му, който е войник, загива в Петроград (дн. Петербург). По време на големия глад през 1921 г. умира и майка му. Мишо Хаджийски е отгледан от дядо си – Иван Хаджийски.
В 1930 година завършва прогимназия в Инзовка, а през 1933 г. – Педагогическия техникум в с. Преслав, Таврия, където (до 1936 г.) преподаването е на български език. През 1933 година, преживял глада и масовите изселвания на българи от Таврия, се записва за студент по литература в Киевския държавен университет, а през 1937 година го завършва. Като студент започва да сътрудничи на български вестници в Украйна, по-късно издава няколко книги, сътрудничи и на Българския държавен театър в Украйна.
През юни 1941 г. е мобилизиран в Съветската армия. Докато частта му се сформира, е пленен, но впоследствие бяга и се добира до родното си село. През 1942 година успява да достигне до България, където приема за своя основна цел да запознае българската общественост с положението, в което се намират таврийските българи и българите в Украйна като цяло по време на Втората световна война. През периода 1942 – 1944 г. Мишо Хаджийски изнася сказки на тема „Българите в Украйна“ из цялата страна, застъпва се за българите от Таврия и Бесарабия, откарани на работа в Германия, инициатор е за създаването на Институт за опознаване на Таврия, в който влизат учени като проф. Стоян Романски, проф. Борис Йоцов и Петър Динеков, писатели като Ангел Каралийчев, Стилиян Чилингиров, Никола Фурнаджиев, литературният критик Владимир Василев, публицисти, общественици и други. Наред с това М. Хаджийски пише редица статии в българския периодичен печат, обръща се към българските държавни институции с молба да спомогнат за преселването на българите в Таврия в България. През 1944 г. 1500 таврийски българи заедно с Мишо Хаджийски пристигат в България и са заселени главно в Добруджа (през 1945 г. по съветско искане почти всички са върнати в СССР и изселени в Средна Азия). Хаджийски се установява в Белоградчик, откъдето е съпругата му.
След Девестосептемврийския преврат Мишо Хаджийски е подложен на репресии. В списъка на литературата, обявена за изземване съгласно ХІІ Постановление на Министерския съвет от 6 октомври 1944 г., са включени книгите му „Българи в Таврия“ и „Пуста чужда чужбина“. На 26 септември 1944 г. той е арестуван и отведен в Дирекцията на полицията, където е изтезаван. Освободен е на 16 ноември 1944 г., но на 7 декември 1944 г. в Белоградчик, при опит да бъде арестуван за втори път, се самоубива.

## Писателска дейност
Мишо Хаджийски публикува първите си творби на страниците на българския периодичен печат в Украйна. В 1936 година излиза първият му разказ – „Мост“. В 1938 г. е издаден на български език сборникът му с разкази „Разлив“. На следващата година написва пиесата „Бановите дворища“, поставена от Българския държавен театър в Одеса и придружава театъра по време на турнетата му из българските селища в тогавашната Украинска съветска република, а след лятото на 1940 година – и в присъединената към СССР Бесарабия. През 1940 година в Киев е издаден сборникът му с разкази „Нощите край Лозоватка“, година по-късно – репортажната му книга – „Из Бесарабия“.
След идването си в България Мишо Хаджийски публикува част от творбите си във вестници и списания като в. „Днес“, сп. „Просвета“, в. Зора", сп. „Отец Паисий“ и др. Оценката на критиката е, че Мишо Хаджийски е многообещаващ автор. През 1943 г. излиза първата му книга в България – „Пуста чужда чужбина“, сборник с разкази, посветен на Ангел Каралийчев. През същата година М. Хаджийски издава втора книга – „Българи в Таврия“, в която той се изявява и като краевед и историк. В архива му са запазени части от подготвяната му следваща книга – „Стара Таврия“, както и планове и чернови за два романа.
Основните теми в творчеството на Мишо Хаджийски са свързани с неговия роден край – преселването на българите в Таврия през 1861 – 1862 г., техния живот в новата им родина и отражението на историческите превратности върху него. В краткия си живот (живял е само 28 години) М. Хаджийски е написал предимно по-кратки прозаични форми, посветени на селския живот в Таврия – факт, който заедно с оценката за достойнството на творбите му е причина неговият изследовател Александър Миланов да озаглави предговора към последната издадена книга на Мишо Хаджийски („Пуста чужда чужбина“, София 1994): „А можел е да стане Таврийският Йовков“.